# Staphida
Genre
Staphida est un genre d'oiseaux de la famille des Zosteropidae.

## Liste des espèces
Selon la classification de référence du Congrès ornithologique international (14.2, 2024) il comporte trois espèces :
- Staphida everetti Sharpe, 1887 — Yuhina de Bornéo
- Staphida castaniceps (Moore, 1854) — Yuhina à tête marron
- Staphida torqueola (Swinhoe, 1870) — Yuhina à bandeau

## Systématique
Le nom valide complet (avec auteur) de ce taxon est Staphida Swinhoe, 1871.